# Катангли
Катангли (рос. Катангли) — село у Ноглицькому міському окрузі Сахалінської області Російської Федерації.
Населення становить 379 осіб (2013).

## Історія
Від 1930 року належить до Ноглицького міського округу Сахалінської області.

## Населення
| 1959 | 1970  | 1979  | 1989  | 2002 | 2010 | 2013 |
| ---- | ----- | ----- | ----- | ---- | ---- | ---- |
| 2635 | ↘1876 | ↗2191 | ↘1802 | ↘903 | ↘426 | ↘379 |